# 血漿
| 全水分量42 L | 細胞外液14 L | 血漿（血管内）2.8 L |
| 全水分量42 L | 細胞外液14 L | 間質液11.2 L        |
| 全水分量42 L | 細胞内液28 L |                     |

血漿（けっしょう、英: Blood plasma、プラズマ）は、血液に含まれる液体成分の一つで、血液の55%を占める。血液を試験管にとって遠心沈殿すると、下の方に赤い塊りができ、上澄は淡黄色の液体（血清）になる。赤い塊りは主として赤血球の集りで、上澄の液体が血漿である。赤血球と血漿との容積の比はほぼ半々ぐらいである。血漿はアルブミンとグロブリンからなるタンパク質を約7.0%程度含んでおり、その他K、Na、Caなどの電解質やビタミンなどを含んでいる。

## 歴史
血漿は、1628年にウイリアム・ハーベーによって説明されていたが、1770年頃、ウィリアム・ヘンソンがフィブリノゲンを発見したことにより、研究が加速した。輸血の代替品としての血漿の使用は、1918年3月に英国医学雑誌の通信欄でゴードンR.ウォードによって提案された。やがて粉末の「乾燥プラズマ」が開発され、英国軍や米軍によって第二次世界大戦で初めて使用された。粉末プラズマの入ったガラス瓶に、同じくガラス瓶に入った蒸留水を流し込み、ゴム管と注射針で注入する。約3分で、プラズマはすぐに使用できる状態になり、約4時間新鮮に保たれる。それらの器具一式が一つのセットになっていて、戦場のどこででも輸送でき、いつどこでも輸血することが可能となり、戦場の兵士たちの多くの命を救った。
1960年代まで、日本赤十字社が製造していた血漿（液状）は、防腐剤にチメロサールが使用されていた。1970年2月、血漿を大量に点滴していた患者が有機水銀中毒を発症して死亡する事例が発生。血漿に含まれる水銀の量は1万分の1と微量であり一般患者には問題のない量とされたが、当年度にチメロサールを使用した血漿は回収が行われて市場から姿を消した。

## 血漿量
血漿量は、全体液量−細胞内液量-間質液量で求めることができる。また、エバンスブルー色素を用いての色素濃度の測定、放射性ヨウ素標識血清アルブミンを用いての放射活性からも血漿量を求めることができる。

## 組成
やや黄色みを帯びた中性の液体で以下の成分で構成される。水 (91%) の次にたんぱく質 (7%) が多い。
- 水
- 蛋白質（アルブミン、フィブリノーゲン、免疫グロブリン）
- 脂質
- 糖類（グルコース）
- 無機塩類

なお、血漿等における無機塩類の濃度は表のとおりである。
| イオン               | 血漿等細胞外濃度 （mmol/L） | 細胞内濃度 （mmol/L） |
| -------------------- | --------------------------- | --------------------- |
| ナトリウム（Na+）    | 145                         | 12                    |
| カリウム（K+）       | 4                           | 140                   |
| マグネシウム（Mg2+） | 1.5                         | 0.8                   |
| カルシウム（Ca2+）   | 1.8                         | <0.0002               |
| 塩素（Cl-）          | 116                         | 4                     |
| リン酸（HPO4 2-）    | 1                           | 35                    |

## 役割
血液細胞・養分・脂質・ホルモン・老廃物の運搬、体内恒常性の維持(緩衝作用)、血液凝固、免疫機能を持つ(抗原抗体反応の場)。急激な温度変化の抑制。
血管外に組織液としてしみだす事ができ、これにより細胞に栄養分を供給できる。一部は毛細血管を経由して血管に戻るが、多くは毛細リンパ管に入り、リンパ漿となる。

## 検査項目
- 血漿浸透圧
  - 計算式
血漿浸透圧を{\displaystyle \Pi }、血清ナトリウム濃度をNa、血清カリウム濃度をK、血糖をBG、血中尿素窒素をBUN (UN)とすると、血漿浸透圧は
{\displaystyle \Pi =2(Na+K)+{\frac {BG}{18}}+{\frac {BUN}{2.8}}}
で近似できる。さらに臨床的には
{\displaystyle \Pi =2Na+{\frac {BG}{18}}+{\frac {BUN}{2.8}}}
とする。
  - 正常値
285〜295mOsm/L (mOsm/kg)

## 臨床効果が認められていない利用
アメリカ合衆国では、一部でアンチエイジングなどを目的に若者から採取した血漿を注入する療法が行われてきた。こうした療法についてアメリカ食品医薬品局は、2019年2月19日、臨床効果が認められていないうえ、危険が伴う恐れがあるものとして警告を出している。